# William Dobson

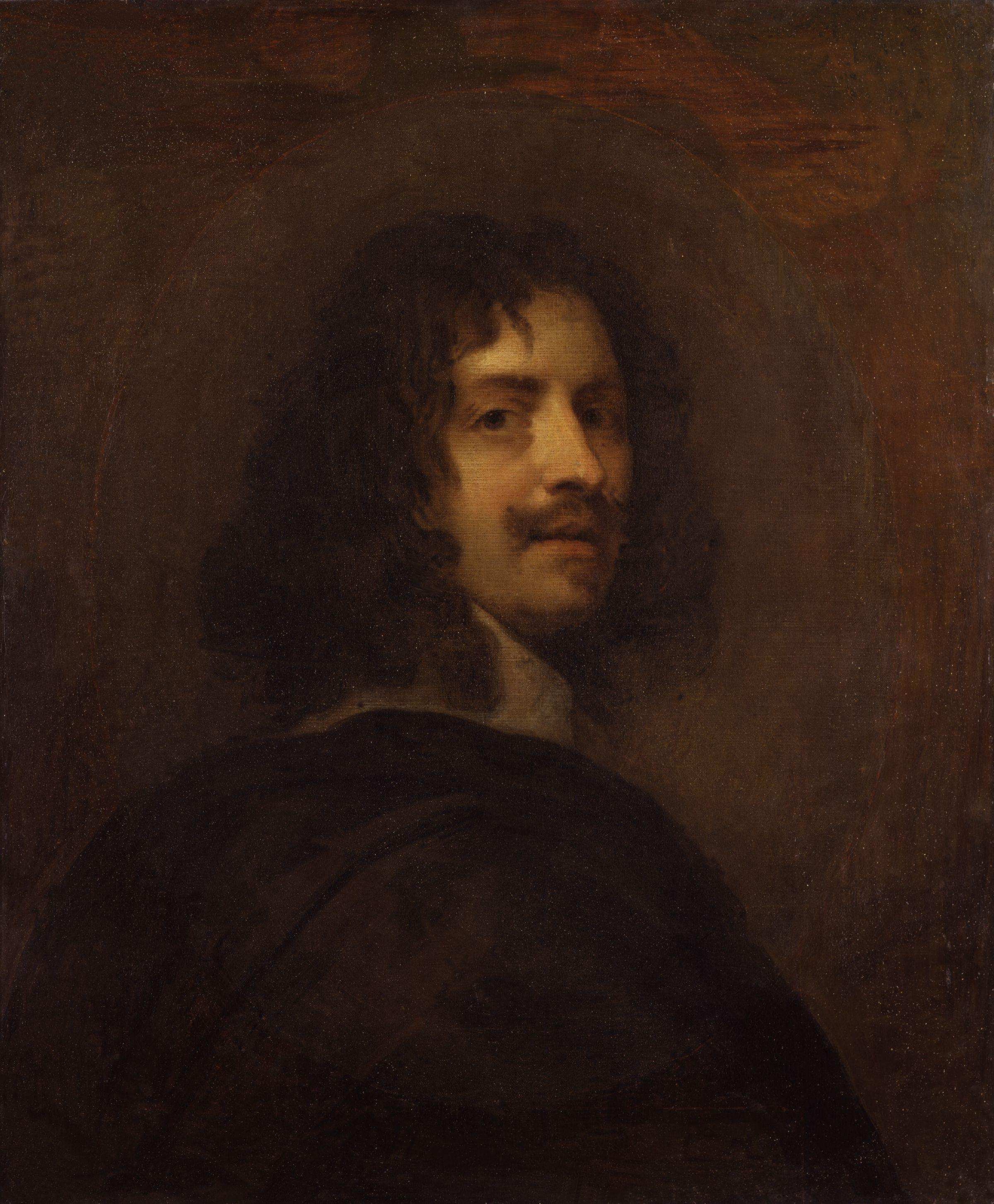
Autorretrato Galería Nacional del Retrato, Londres.

William Dobson fue un pintor inglés barroco nacido el 4 de marzo de 1610 en Londres, donde también murió el 28 de octubre de 1646. Fue uno de los primeros pintores ingleses notables, destacando como retratista.
Fue descrito por John Aubrey (1626 – 1697) un contemporáneo suyo, como «el más excelente pintor que Inglaterra ha criado nunca».

## Biografía

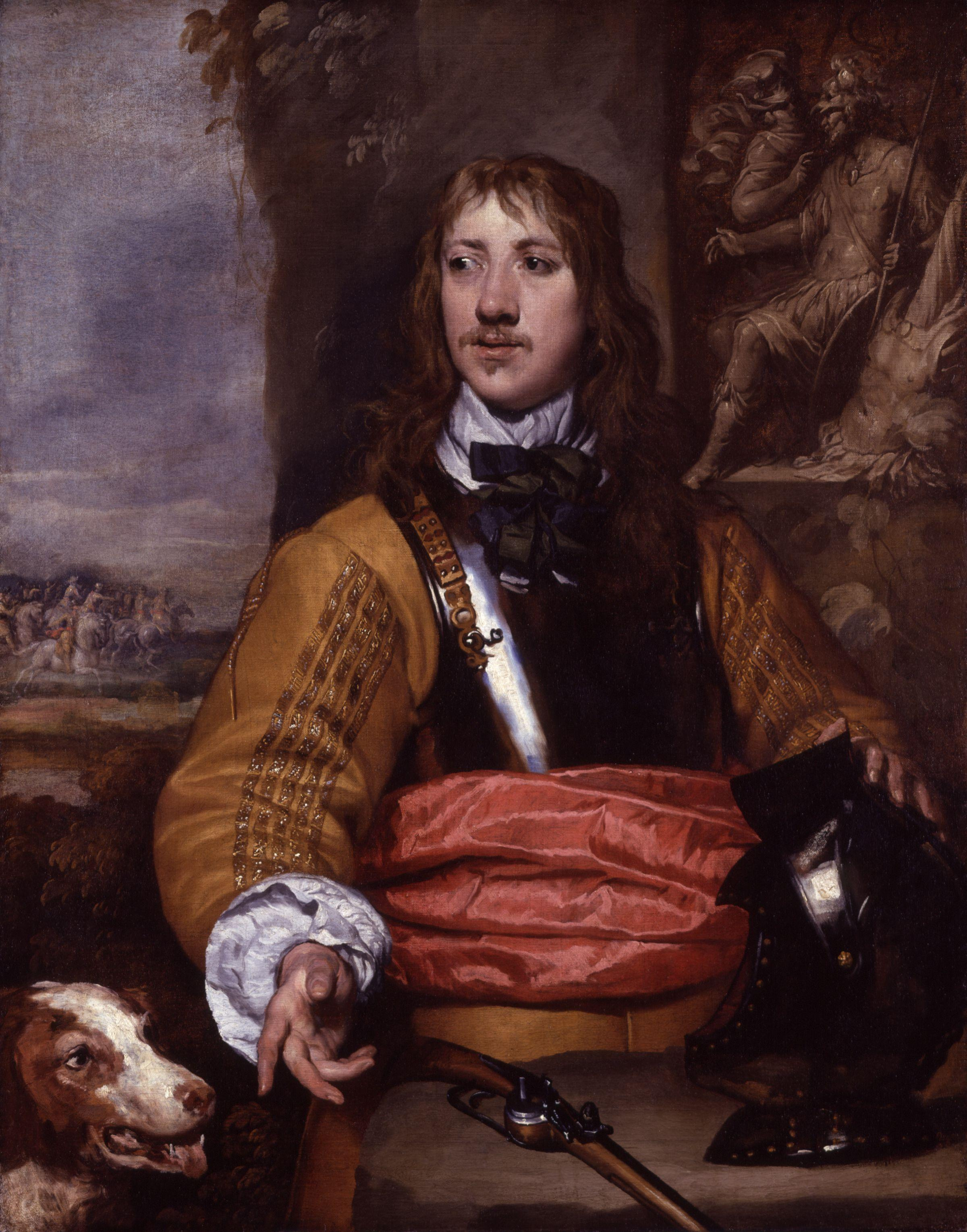
Richard Neville Galería Nacional del Retrato, Londres.

Dobson nació en Londres y fue hijo de un artista decorativo, además de aprendiz de William Peake (sobre 1580 – 1639) y probablemente más tarde se unió al estudio de Francisco Cleyn (1582 – 1658).
Se cree que tuvo acceso a la Colección Real y que tenía copias de las obras de Tiziano (1477 – 1576) y Antoon van Dyck (1599 – 1641), quien era el pintor de cámara del rey Carlos I de Inglaterra (1600 – 1649). El color y la textura de la labor de Dobson denotan la influencia del arte veneciano, sin embargo, el estilo de van Dyck tiene aparentemente poca influencia en Dobson.
Van Dyck descubrió a Dobson cuando encontró una pintura del joven artista en un escaparate de Londres. Presentó a Dobson al Rey, a quien Dobson había pintado, sus hijos y los miembros de la corte.
Cuando van Dyck murió en 1641, probablemente Dobson le sucedió como sergeant-painter del Rey, aunque se carece de pruebas. Durante la Revolución inglesa (1641–1651) Dobson se estableció en el centro realista de Oxford y pintó muchos de los principales Cavaliers. Su retrato del futuro Carlos II de Inglaterra (1630 – 1685) como el Príncipe de Gales, en torno a la edad de doce años, es una notable composición barroca, y quizás su mejor trabajo. También pintó al Jacobo II de Inglaterra, Duque de York (1633 – 1701), al Príncipe Ruperto del Rin (1619 – 1682) y al Príncipe Maurice von Simmern (1620 – 1652).

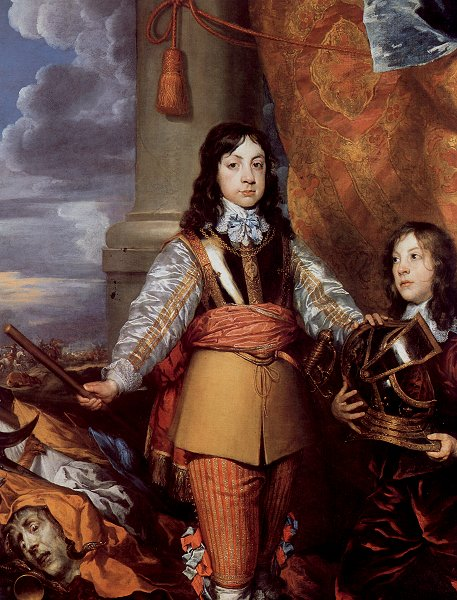
Carlos II con un paje Galería Nacional de Escocia, Edimburgo.

Alrededor de sesenta obras de Dobson han sobrevivido, la mayoría son retratos, casi todos ellos datan de 1642 o posterior. El grueso impasto de sus primeros trabajos dio paso a una mera pintura desnatada, tal vez un reflejo de la escasez de materiales durante la guerra.
Cuando Oxford cayó en manos de los Parlamentarios, en junio de 1646, Dobson regresó a Londres. Entonces, sin patrocinio, fue encarcelado durante un corto periodo de tiempo por deudas y murió en la pobreza a la edad de treinta y seis años.
Hay ejemplos de la labor de Dobson en: la Colección Real, Birmingham, Dunedin (Nueva Zelanda), Edimburgo, Hull, Liverpool, Londres (Tate Británica, Galería Nacional del Retrato e Instituto de Arte Courtauld), Yale y en otras casas de campo inglesas. El más completo estudio sobre Dobson y su obra es William Dobson, 1611-1646 un catálogo para una exposición en la Galería Nacional del Retrato escrito en 1983 por M. Rogers.

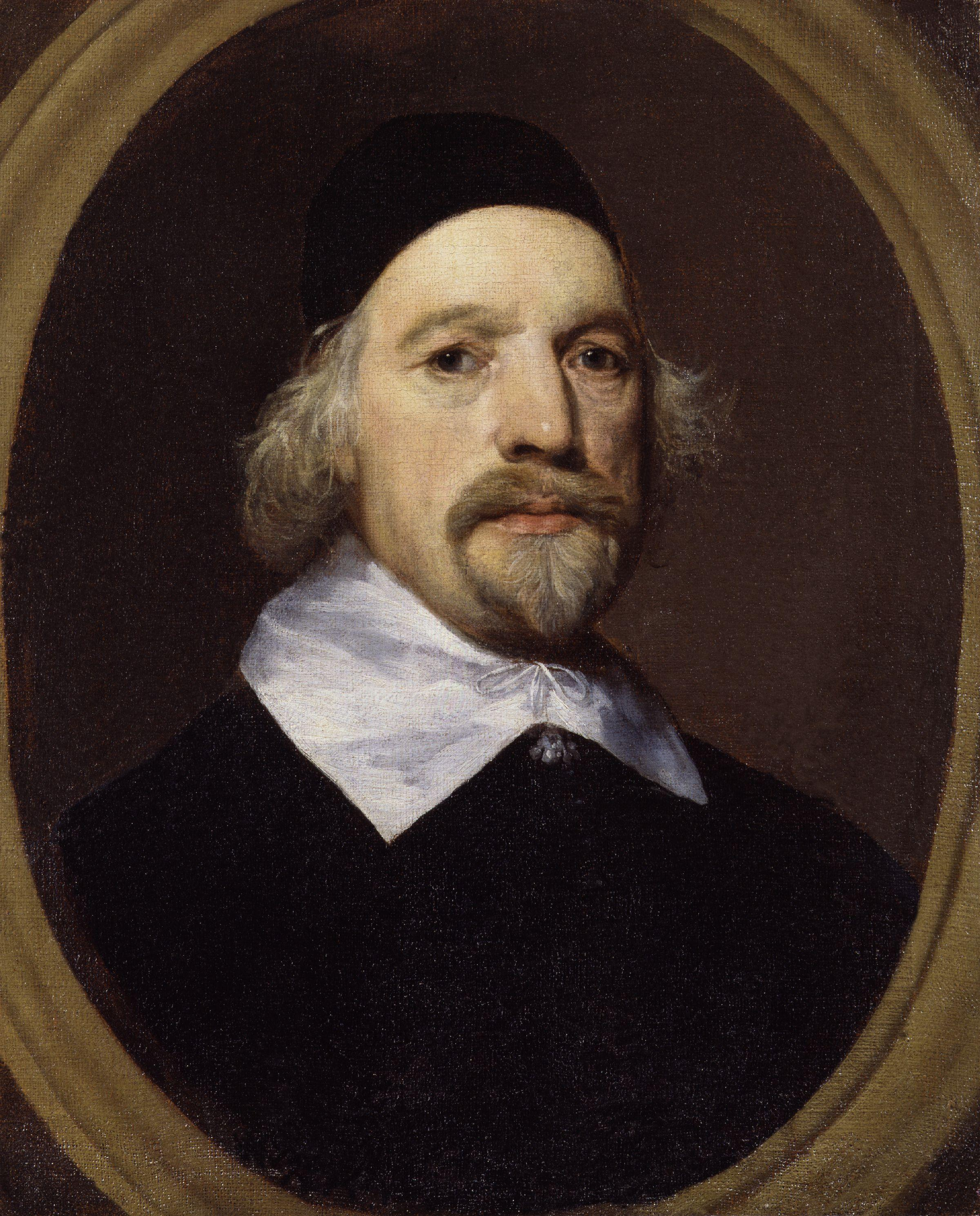
Sir Edward Nicholas Galería Nacional del Retrato, Londres.

## Obras
- Mujer del artista (1635- 40), óleo sobre lienzo, 61x45’7 cm., Galería Tate, Londres.
- Retrato de Abraham van der Doort (Sobre 1640) óleo sobre lienzo, 45x38 cm., Museo del Hermitage, San Petersburgo.
- Dos Hombres (1640-5) óleo sobre lienzo, 110’2x118’6 cm., Instituto de Arte Courtauld.
- Carlos II con un paje (Sobre 1642) óleo sobre lienzo, 180x153’5 cm., Galería Nacional de Escocia, Edimburgo.
- Inigo Jones (Sobre 1642) óleo sobre lienzo, 36’9x30’5 cm., Museo Marítimo Nacional, Londres.
- Sir Thomas Aylesbury (Sobre 1642) óleo sobre lienzo, 125’5x99 cm., Galería Nacional del Retrato, Londres.
- Autorretrato (1642–6) óleo sobre lienzo, 72x59’6 cm., Galería Nacional del Retrato, Londres.
- Carlos I (1642–6) óleo sobre lienzo, 76’7x64’3 cm., Colección Real, Londres.
- Richard Neville (1643) óleo sobre lienzo, 114x91’4 cm., Galería Nacional del Retrato, Londres.
- Autorretrato con Sir Charles Cotterell y Sir Balthasar Gerbier (sobre 1643), tela, 8 × 125 cm., Albury.
- Carlos II como el Príncipe de Gales (sobre 1643), tela, 151 x 128 cm., Galería Nacional Escocesa de Retratos, Edimburgo.
- Retrato de un Realista (Sobre 1643) óleo sobre lienzo, 96’5x77’5 cm., Museo Marítimo Nacional, Londres.
- Sir Charles Lucas (1643-44), lienzo, 114 × 91 cm., Casa de Audley End (Essex).
- Endymion Porter (1643 - 5), lienzo, 150 × 127 cm., Galería Tate, Londres.
- Carlos II (1644) óleo sobre lienzo, 122’5 x99’3 cm., Colección Real, Londres.
- Coronel Russell con el Príncipe Ruperto y el Coronel Murray (1644), lienzo, 151 × 199 cm., Tribunal de justicia de Ombersley (Condado de Worcester).
- Henry Mordaunt, 2º Conde de Peterborough (1644), tela, 246 × 163 cm., Casa Drayton (Condado de Northampton).
- James Graham (Sobre 1644) óleo sobre lienzo, 76’6x58’4 cm., Galería Nacional de Escocia, Edimburgo.
- James Compton, 3.er Conde de Northampton, (1644–5), tela, 226 × 147 cm., Castillo Ashby (Condado de Northampton).
- Jaime II (1644–5) óleo sobre lienzo, 95’5 x80’4 cm., Colección Real, Londres.
- Nicholas Oudart (Sobre 1645) óleo sobre lienzo, 85’7x68’5 cm., Galería Nacional del Retrato, Londres.
- Retrato de un oficial (Sobre 1645) óleo sobre lienzo, 102’2x76’2 cm., Galería Tate, Londres.
- Sir Edward Nicholas' (Sobre 1645) óleo sobre lienzo, 85’7x68’5 cm., Galería Nacional del Retrato, Londres.
- Richard Lovelace' (1645-6) óleo sobre lienzo, Galería Pictórica Dulwich, Londres.
- Robert Buxton óleo sobre lienzo, 89’5x77’2 cm., Hall de Stranger.